# 4778 Fuss
4778 Fuss (1978 TV8) là một tiểu hành tinh vành đai chính được phát hiện ngày 9 tháng 10 năm 1978 bởi Zhuravleva, L. V. ở Nauchnyj. Thlà mộtsteroid was đặt tên theo Nikolai Fuss, who was a contributor to Nga mathematics education, và his son Pavel Fuss who published a bibliography thuộc Euler’s collected works.